# Iwata
Iwata (japanska: 磐田市 ?, Iwata-shi) är en stad strax öster om Hamamatsu i Shizuoka prefektur Japan. Staden fick stadsrättigheter 1948.
Yamaha Motor Company har sitt huvudkontor i Iwata.